# 1963 у кіно

## Події
- 9-23 травня — 16-й Каннський міжнародний кінофестиваль, Канни, Франція.
- 21 червня-2 липня — 13-й Берлінський міжнародний кінофестиваль, Західний Берлін.
- 28 липня — 8-ма церемонія вручення кінопремії Давид ді Донателло, Таорміна, Італія.
- 24 серпня-7 вересня — 24-й Венеційський міжнародний кінофестиваль, Венеція, Італія.

## Фільми
- З Росії з любов'ю
- Птахи
- «Вечеря на одного» або «Дев'яностий день народження» (перша трансляція 8 березня)

### УРСР
- Наймичка

## Персоналії

### Народилися
- 14 січня — Анна Самохіна, радянська і російська акторка театру і кіно.
- 28 січня — Конісевич Віктор Леонідович, актор, режисер, артдиректор.
- 26 квітня — Джет Лі, китайський кіноактор, спортсмен ушу.
- 8 травня — Мішель Гондрі, французький режисер, сценарист, продюсер та кліпмейкер.
- 25 травня — Анн Косіньї, французька акторка.
- 9 червня — Джонні Депп, американський актор.
- 22 червня — Мохов Олександр Анатолійович, радянський і російський актор і режисер театру і кіно, сценарист і продюсер.
- 8 липня — Жак Мартіно, французький кінорежисер, сценарист.
- 15 липня — Бриджит Нільсен, данська акторка, найбільш відома головною роллю у фентезі «Руда Соня».
- 22 липня — Олів'є Гурме, бельгійський актор.
- 30 липня — Ліза Кудров, американська акторка, володарка премії «Еммі», найбільш відома як виконавиця ролі Фібі Буффе в телевізійному серіалі «Друзі».
- 13 жовтня — Боклан Микола Володимирович, український актор театру, кіно та дубляжу.
- 10 листопада — Єфремов Михайло Олегович, радянський і російський актор театру і кіно, телеведучий.
- 12 листопада — Негода Наталія Ігорівна, російська актриса.
- 27 листопада — Фішер Стівенс, американський актор, режисер і продюсер.
- 27 грудня — Гаспар Ное, французький та аргентинський кінорежисер, сценарист.

### Померли
- 2 січня:
  - Джек Карсон, американський актор канадського походження.
  - Дік Пауелл, американський актор, продюсер, кінорежисер та співак.
- 21 січня — Ел Сент-Джон, американський комедійний актор німого кіно.
- 27 січня — Джон Ферроу, американський кінорежисер і сценарист австралійського походження.
- 1 лютого — Віндем Стендінг, англійський кіноактор.
- 28 березня — Антуан Бальпетре, французький театральний та кіноактор.
- 5 квітня — Крушельницький Мар'ян Михайлович, український актор, театральний режисер.
- 24 квітня — Леонід Давидович Луков — радянський кінорежисер, сценарист.
- 27 квітня — Кеннет Макговен, американський кінопродюсер.
- 6 травня — Роуленд Браун, американський сценарист і режисер.
- 10 липня — Джон Саттон, американський актор англійського походження.
- 7 серпня — Ларрі Віт, американський актор.
- 15 серпня — Іванов Всеволод В'ячеславович, російський письменник, сценарист.
- 17 серпня — Річард Бартелмесс, американський кіноактор і продюсер.
- 4 вересня — Михайло Федорович Романов, радянський український і російський актор театру та кіно, театральний режисер.
- 11 вересня — Ріхард Освальд, австрійський продюсер, режисер, сценарист.
- 11 жовтня — Жан Кокто, французький режисер, письменник, актор, художник, кінорежисер.
- 19 жовтня — Лепко Володимир Олексійович — видатний комік, прем'єр Московського театру сатири, народний артист РРФСР.
- 21 листопада — П'єр Бланшар, французький актор театру та кіно (нар. 1892).
- 25 листопада — Джозеф Свіні, американський актор театру та кіно.
- 29 листопада — Адольф Менжу, американський актор.
- 12 грудня — Одзу Ясудзіро, японський кінорежисер і сценарист (нар. 1903).
- 20 грудня — Фельдман Дмитро Мойсейович, радянський кінооператор.